# 1 Kompania Czołgów Lekkich Dowództwa Obrony Warszawy

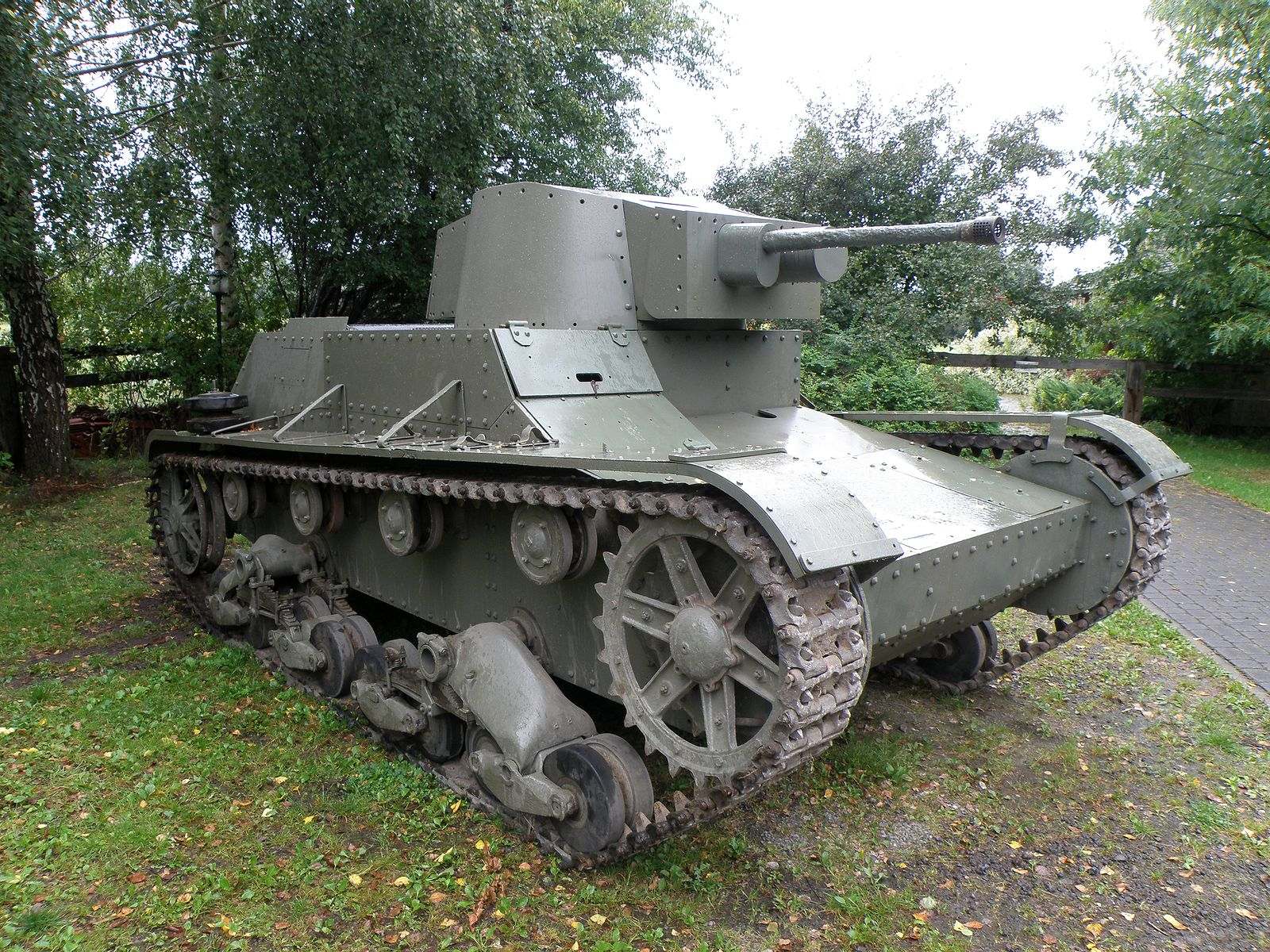
Zrekonstruowany 7TP w czasie rekonstrukcji bitwy pod Łomiankami w 2011, podstawowy typ czołgu w kompanii

1 Kompania Czołgów Lekkich Dowództwa Obrony Warszawy – pododdział broni pancernych Wojska Polskiego w II Rzeczypospolitej, improwizowany w czasie kampanii wrześniowej 1939 roku.

## Formowanie
Od początku wojny organizowano nie przewidzianą planem mobilizacyjnym grupę pancerno-motorową, której zadaniem miała być obrona stolicy. W dniu 2 września kpt. Stanisław Grąbczewski otrzymał rozkaz o sformowaniu kompanii czołgów lekkich w oparciu o znajdujące się w Forcie Wola nowe czołgi, przechodzące próby odbiorcze w 3 batalionie pancernym. Wozy wprawdzie były fabrycznie nowe, nie posiadały jednak jeszcze kompletnego wyposażenia, między innymi brakowało radiostacji 2N/C. Dopiero wieczorem 5 września kpt. Grąbczewski zameldował w Dowództwie Obrony Warszawy gotowość swojego pododdziału.

## 1 kczl DOW w obronie Warszawy
Od 5–6 września; 1 kczl stacjonowała w Ogrodzie Saskim, jako element trzeciej linii obrony miasta, weszła w skład Grupy Pancerno-Motorowej Dowództwa Obrony Warszawy. Do kompanii wcielono podchorążych Szkoły Podchorążych Broni Pancernych jako dowódców czołgów. Czołgi wykorzystano do testowania odporności barykad na uderzeni pojazdów pancernych. 
1 kompania czołgów lekkich DOW 6 września rozpoznawała do rejonu Grójca, jej plutony dotarły do Mogielnicy i Nowego Miasta. Nie nawiązując kontaktu z wrogiem, na noc powróciła do Warszawy. 9 września na Ochotę i Wolę natarcie przeprowadziła niemiecka 4 Dywizja Pancerna. Obie kompanie czołgów lekkich około południa zostały skierowane do dyspozycji dowódcy odcinka „Zachód” Obrony Warszawy, celem wzmocnienia obrony. I pluton 1 kczl wspierał obrońców Ochoty w rejonie ulic Białobrzeskiej, Grójeckiej oraz Sękocińskiej. Wraz z piechotą pluton wykonał kontrataki na wdzierającą się niemiecką piechotę i czołgi odzyskując budynki i barykady utracone w wyniku niemieckiego natarcia. Załogi zapasowe 1 kczl likwidowały pozostające na tyłach grupy niemieckiej piechoty.
10 września 1 kczl wsparła obrońców Woli, I pluton wspierał kontratak piechoty polskiej z rejonu cmentarza prawosławnego, do rejonu pętli tramwajowej na obrzeżach, jeden z czołgów został trafiony, a dwóch czołgistów z załogi zostało rannych, kierowca wyprowadził czołg za własne linie. 
Wieczorem tego dnia 1 kczl oraz 13 zmot. komp. ppanc. wraz ze zmotoryzowaną doraźnie piechotą dokonały rozpoznania szosy Warszawa-Leszno w kierunku Puszczy Kampinoskiej. Zaskoczony wróg w rejonie cmentarza w Wawrzyszewie przepuścił czołowe czołgi, pozostałe zniszczyły 3 pojazdy pancerne nieprzyjaciela, wzięły do niewoli oficera i zlikwidowali innego, uwolniono kilkudziesięciu polskich jeńców. W rejonie Nowego Wawrzyszewa doszło do chaotycznego nocnego boju spotkaniowego z niemiecką kompanią czołgów. Dwa polskie czołgi 7TP zostały trafione, ale odprowadzone do naprawy za własne linie. Zdobyte niemieckie czołgi odholowano do miasta. Nad ranem 11 września wycofano 1 kczl na odpoczynek.
Wieczorem 11 września obie kompanie czołgów lekkich w związku z planowanym wypadem na Okęcie zgrupowano w Alei Niepodległości. Podobnie jak kompanie czołgów w wypadzie wzięła udział 13 zmot. komp. ppanc. ppor. T. Banaszczyka. Ostatecznie natarcie wyruszyło o godz.5.00 12 września, uderzenie polskiej piechoty z II i IV batalionu 360 pułku piechoty ppłk. Witalisa Chmury wraz z czołgami 7TP 1 i 2 kompanii czołgów lekkich odrzuciło niemiecki batalion 82 pp z 31 Dywizji Piechoty, zdobyto hangary i koszary 1 pułku lotniczego, zdobyto kolonię Okęcie. Polskie czołgi około godz.6.00 dotarły do szosy Warszawa-Kraków. Kontrakcja niemieckiej 4 DPanc. powstrzymała natarcie polskiego zgrupowania.
Na Paluchu i na Służewcu osłaniały natarcie sił głównych na Okęcie, plutony I, 1 kczl i II, 2 kczl, stoczyły tam walkę z czołgami niemieckiej 4 DPanc. W czasie walk o kompleks toru wyścigów konnych na Służewcu w zniszczonym czołgu poległ dowódca 2 plutonu 2 k czl ppor. Gołębiowski. Ogółem w ataku na Okęcie i Służewiec stracono jako zniszczonych lub ciężko uszkodzonych 7 czołgów 7TP. Na wrogu zdobyto 1 czołg, spalono kilka samochodów ciężarowych i 1 samolot „Storch”. 13 września wszystkie czołgi 7TP jedno i dwuwieżowe zgromadzono w 1 kompanii kpt. Grąbczewskiego.
15 września pluton czołgów lekkich i pluton czołgów rozpoznawczych, celem nawiązania łączności z jednostkami Armii „Poznań” i Armii „Pomorze” patrolowały północne przedpola Warszawy i wyjścia z Puszczy Kampinoskiej. W potyczce uszkodzono jeden czołg niemiecki z podjazdu pancernego biorąc jego załogę do niewoli. Powracający pluton czołgów 7TP został ostrzelany przez polską obronę, a jeden z czołgów wysadziła na minie polska obrona przed barykadą na szosie do Młocin. Od 18 września kompanie kpt. Grąbczewskiego i kpt. Brażuka oraz 13 zmot. kompania ppanc. przydzielono do dyspozycji dowódcy odcinka ppłk. dypl. L. Okulickiego, z którymi wykonał natarcie. Natarcie to miało nawiązać kontakt z Armią „Poznań i „Pomorze”. Pluton por. Sempolińskiego wspierał natarcie I/360 pp w kierunku miejscowości Grot i Nowego Chrzanowa, a pluton por. Kraskowskiego IV/360 pp w kierunku na miejscowość Blizne. Zdobyto Nowe Chrzanowo, pod Bliznem stracono wszystkie czołgi plutonu por. Kraskowskiego w walce z czołgami niemieckiej 1 Dywizji Lekkiej. Poległo kilku czołgistów kilku zostało rannych, wśród nich por. Robert Kraskowski. 
Sprawnych w dniu 27 września pozostało tylko 6 czołgów 7TP, w dniu tym pozostałości kompanii czołgów lekkich przygotowały się do następnego przeciwnatarcia na Woli. Z uwagi na podjęte rozmowy kapitulacyjne do walki pancerniacy już nie weszli.

## Obsada personalna[8]
- dowódca kompanii – kpt. Stanisław Grąbczewski
- dowódca 1 plutonu – por. Robert Kraskowski[9](do r. 18 IX 1939[10])
- dowódca 2 plutonu – ppor. Zygmunt Dębicki[9][10]

## Organizacja
Organizacja kompanii odtworzona na podstawie samodzielnych i ograniczonych kompanii czołgów lekkich:
- Dowództwo:

1 oficer, 6 podoficerów, 15 szeregowych,
8 pistoletów, 1 rkm wz. 28, 14 karabinków,
1 czołg 7TP, 1 samochód terenowy, 1 sanitarka, 1 furgonetka, 2 motocykle, 3 motocykle z koszem,
- Dwa plutony czołgów w każdym po:

1 oficer, 5 podoficerów, 11 szeregowych
16 pistoletów, 1 karabinek,
5 czołgów 7TP, 1 motocykl,
- Drużyna OPLOT:

1 podoficer, 8 szeregowych,
2 pistolety, 7 karabinków, 2 ckm-y wz.30,
2 furgonetki,
- Patrol Reperacyjny:

3 podoficerów, 2 szeregowych,
1 pistolet, 4 karabinki,
1 cysterna, 1 samochód półgąsienicowy, 1 przyczepa paliwowa,
- Drużyna Gospodarcza:

3 podoficerów, 8 szeregowych,
3 pistolety, 8 karabinków,
2 samochody ciężarowe, 1 przyczepa paliwowa, 1 przyczepa kuchnia.
Łącznie
3 oficerów, 23 podoficerów, 55 szeregowych,
46 pistoletów, 1 rkm, 2 ckm-y, 35 karabinków,
11 czołgów, 1 samochód terenowy, 1 sanitarka, 1 cysterna, 1 samochód półgąsienicowy, 3 furgonetki, 2 samochody ciężarowe, 2 motocykle, 5 motocykli z koszem, 2 przyczepy paliwowe, 1 przyczepa kuchnia.